# كارتر هنري هاريسون الأول
كارتر هنري هاريسون الأول هو سياسي أمريكي، ولد في 1736، وتوفي في 1793. انتخب عضو مجلس نواب فرجينيا ‏.